# Bonapartesluis

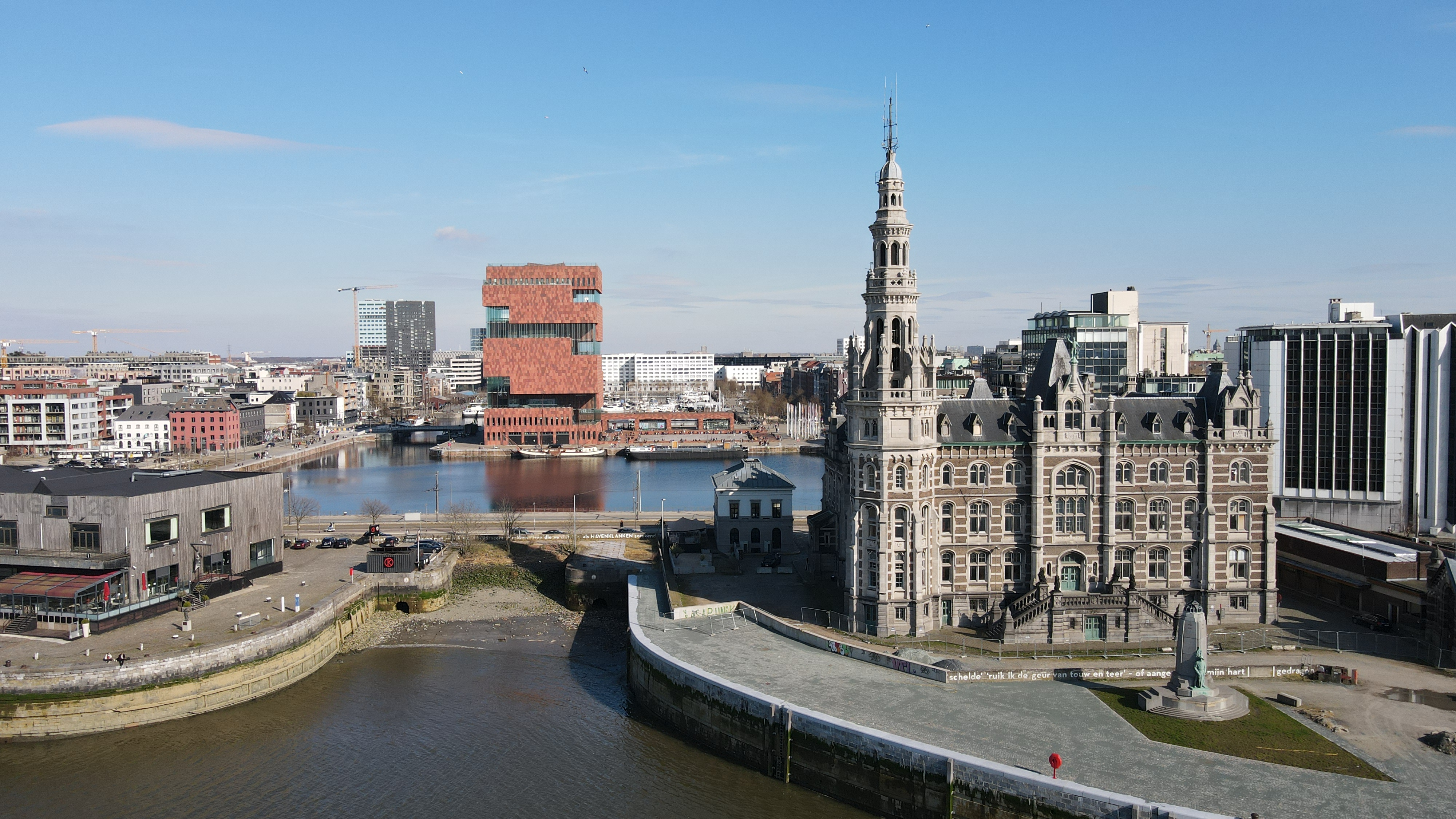
Zicht op Bonapartedok met in de voorgrond de gedempte Bonapartesluis

De Bonapartesluis lag eertijds tussen het Bonapartedok en de Schelde. Het was de oudste getijdesluis van noordelijk Antwerpen. Vroeger was het echt Noord-Antwerpen, maar nu de grote haven, véél verder naar het noorden is opgeschoven, liggen het Bonapartedok en Willemdok nu praktisch ín de stad. De Bonapartesluis lag nabij het Loodswezen en de hangars 26, waar de taverne-disco-dancing "Stuurboord" is, tot hangar 29 waar de regionale televisiezender ATV gevestigd is. In 1974 werd ze buiten dienst gesteld en in 1976 werd ze voorgoed gedempt.
Napoleon Bonaparte liet de sluis samen met het Bonapartedok bouwen, door zijn hoofdingenieur en architect Nicolas Mengin, en rond 1811 waren de werken gedaan. De sluis met geul was ongeveer 100 meter lang en ongeveer 22 meter breed en 3 meter diep. Het had een oppervlakte van 2,87 ha. Aan de Scheldekant, in de nog bestaande afgedamde geul, liep een sluisdeurdrempel tussen de geulmuren waar het dieper werd naar de stroom toe (12 meter). De oeverhellingen werden in 1816 tot 1837 vervangen door kaaimuren zoals in de sluis zelf.
De sluisingang-binnenzijde, lag bijna halverwege van het Bonapartedok. Dit is nog te zien aan de iets vooruitspringende kademuur en het ontbreken van meerpalen. Een kleiner meerpaaltje staat bijna in het midden van de vroegere binnengeul. Op de binnensasdeuren was vroeger een draaibrug, die eveneens met kaapstanders werd open en dicht gedraaid. Deze handelingen duurden wel, maar toen had men meer tijd, en was men niet zo gehaast als nu.
Het oude sluiswachtershuis aan de zuidkant van de voormalige getijdesluis is nu een café en taverne "Bassin". Dit gebouw werd in de Vlaamse televisieserie "Langs de Kade", met onder meer de acteur Karel Vingerhoets als politiechef, in 1987 gebruikt als politiegebouw in de serie.
Vroeger werden de sluisdeuren bediend door waterkracht en met een kaapstander, die bediend werd door acht sasseniers. De kaapstanders zijn tevens verdwenen, maar daar stak men 8 schuin 15° liggende oplopende ronde palen in, met aan de voet vierkant, zoals de kaapstandergaten, om de kaapstanders te bedienen. De sasseniers liepen hun rondjes totdat de sluisdeuren dicht of open waren. Mits het opkomende getij, liep de buitendeur met en door de waterdruk, en de mankracht, toch 'vlot' open, door het iets hoger liggende sluiswater, dat via de dokdeuren erin werd gespuid. Met het afgaande water en de druk van het saswater, werden de binnen-buitendeuren op deze "vlotte manier" dichtgedraaid. Men moet weten dat de sluis dezelfde dubbele binnen- en buitendeuren bezat, en dezelfde werkwijze, zoals de nu buiten gebruik gestelde Kattendijksluis. Het zeilschip werd in de sluis getrokken, met touwen door sasseniers, als het zeilschip niet te groot was, of met de kaapstanders, als het een groot zeilschip was. De zeilen kon men niet gebruiken door de beperkte manoeuvreerbaarheid. Eens op de Schelde konden zeilschepen hun zeilen bijzetten. De sluisdeuren gingen pas open als het Scheldepeil gelijkstond aan het peil in het dok. Eigenlijk was het dezelfde procedure als met de huidige Imalso-jachthaven. Daar kunnen de jachten van 2 uur vóór tot 2 uur na hoog water, in of uit de jachthaven. Daarna blijven de deuren dicht tot de volgende hoogwaterstand. Daar het dokwater toen hoger stond, met hoogwater, waren er maar twee binnendokken, Bonaparte- en Willemdok die dan wat hoger kwamen te staan, dan gewoon dokpeil. Toen liet men handel- en oorlogszeilschepen, fregatten met 120 kanonnen, door de Bonapartesluis gaan. Ongeveer twee zeilschepen konden toen de sluis in en als ze kleiner waren nog één meer.
Daarna kwamen gemotoriseerde binnenvaart door deze sluis die bestemd waren voor de twee binnendokken. De wachttijden tussen de hoogwaterschuttingen duurden wel lang. Maar, dan had de binnenvaart 4 uren de tijd om te versassen. Toen voerden de schepen zelf, met eigen kracht, de sluis in.
Later kwamen er nog andere sluizen bij zoals de Kattendijksluis en Royerssluis, zodat de Bonapartesluis nog maar sporadisch draaide. Tot ongeveer 1967 heeft ze sporadisch nog gedraaid, maar dan op aanvraag voor kleine binnenvaart, zoals spitsen en kempenaars. Daarna was het definitief gedaan en werd ze gedempt. Nu loopt de brede rijweg van de Rijnkaai erover en zijn de oude binnendokken, voorgoed van de directe verbinding met de stroom afgesneden. De brede rondlopende geul is nog overgebleven en afgedamd. Aan de binnenzijde werden de binnensasdeuren verwijderd en met kademuren afgedamd. Dit kan men zien aan de iets vooruitspringende kademuur, halverwege het dok en het daar ontbreken van meerpalen.
Berendrechtsluis · Bonapartesluis · Boudewijnsluis · Kieldrechtsluis · Kallosluis · Kattendijksluis ·  Royerssluis · Van Cauwelaertsluis · Zandvlietsluis · Zuidersluis